# Bobby Charlton
Sir Robert „Bobby“ Charlton CBE (11. října 1937 – 21. října 2023) byl anglický fotbalista, který je považován za jednoho z nejlepších v historii fotbalu. Pelé ho roku 2004 zařadil mezi 125 nejlepších žijících fotbalistů.

## Fotbalová kariéra

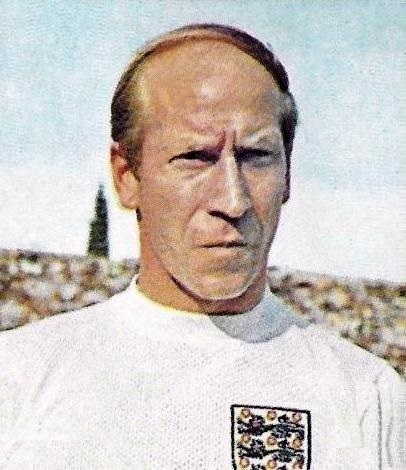
Charlton v dresu Anglie

Téměř celou svou kariéru odehrál v Manchesteru United, který v éře Matta Busbyho porážel týmy z celé Anglie i Evropy. V roce 1966 získal cenu Zlatý míč poté, co dovedl Anglii k prvnímu titulu mistrů světa. V anketě bodoval po celá 60. léta: roku 1965 byl pátý, roku 1967 druhý, roku 1969 znovu druhý.
Měl pověst skvěle útočícího záložníka s velmi dobrou střelou. Proslavil se svými útočnými instinkty, přihrávkami ze středu hřiště a razantní střelou z dálky, stejně jako kondicí a výdrží. Byl univerzálním hráčem, mozkem týmu a tvůrcem hry. Dokázal i účelně bránit, vždy však velmi čistě, prakticky bez faulů,
Když v roce 1973 ukončil v Manchesteru svou hráčskou kariéru, měl na svém kontě 247 vstřelených gólů v 752 zápasech, což je na záložníka skvělá bilance.
Po skončení hráčské kariéry se zkoušel stát trenérem – nepříliš úspěšně, a tak se vrátil do Manchesteru United. Zde pro místní fotbalovou školu objevil mnoho talentů, například i Davida Beckhama.
| „                | Bobby byl typický anglický gentleman a to se projevovalo i na hřišti. Dokázal být hodně tvrdý, ale zároveň hrál vždy čistě a férově. | “ |
| — Josef Masopust | |   |

## Život

### Mládí a fotbalové začátky
Narodil se v Ashingtonu v Northumberlandu. Otec byl horník, choval holuby a k fotbalu neměl zvláštní vztah. Lásku k tomuto sportu zdědili Bobby i jeho starší bratr Jack po příbuzných z matčiny strany. Dědeček John Milburn byl brankářem místního klubu v Ashingtonu, profesionálními fotbalisty byli čtyři strýci Jack, George, Jim a Stan Milburnové.
Bratři Charltonové hráli fotbal už od dětství. Starší Jack původně pracoval jako horník a hrál za FC Ashington, než dostal nabídku od Leeds United a stal se profesionálním fotbalistou.
Bobby studoval na střední škole v Bedlingtonu, kde byl členem školního fotbalového týmu. Při jednom zápase ho viděl agent klubu Manchester United a Bobby byl v patnácti letech přijat mezi juniory. V Manchesteru bydlel v penzionu pro mladé fotbalisty, ale na přání své matky ještě musel pokračovat ve studiu. Teprve v říjnu 1954 se stal profesionálem, jedním ze slavných Busby Babes trenéra Matta Busbyho, který z mladých talentovaných hráčů budoval zálohu pro ligovou jedenáctku. Charlton poctivě trénoval, jeho výkon rostl a postupně dostával stále více příležitostí. V prvoligovém týmu nastoupil poprvé v říjnu 1956 v zápase proti Charlton Athletic. V roce 1957 byl devatenáctiletý Charlton vybrán do hry jako náhradník za zraněného spoluhráče ve finálovém utkání Anglického poháru proti Aston Ville. 
Během následujících dvou sezón získal stálé místo v týmu, který se jako první anglický zástupce zúčastnil Poháru mistrů evropských zemí 1957/1958. V zápase s Crvenou zvezdou Bělehrad Charlton dvakrát skóroval, druhý gól střelil levačkou ze vzdálenosti 25 metrů do levého rohu branky. Při návratu do Anglie 6. února 1958 letadlo po mezipřistání v Mnichově při pokusu o start narazilo ve velké rychlosti do nedalekého domu a rozlomilo se. V troskách letadla zahynuli dva členové posádky, tři funkcionáři, osm novinářů a sedm fotbalistů klubu Manchesteru United. Velký talent anglického fotbalu Duncan Edwards podlehl těžkým zraněním o čtrnáct dní později. Bobby Charlton utrpěl řezné rány na hlavě a týden byl v nemocnici. Těžký šok měl za následek deprese, vrátil se k rodičům do Ashingtonu a jen pomalu začal trénovat s místními fotbalisty.

### Návrat po letecké havárii
Manchester United dával dohromady nový tým a počítal s tím, že Charlton posílí jeho řady. Brzy se stal hvězdou nového mužstva, jeho hry si všiml i trenér anglické reprezentace. Deset týdnů po havárii Charlton poprvé hrál za mužstvo Anglie v britském šampionátu. V zápase proti Skotsku vstřelil gól nádherným úderem z voleje. Na mistrovství světa 1958 ve Švédsku nebyl nominován, ale zúčastnil se dalších ročníků 1962, 1966 a 1970. Zpočátku byl v klubu i reprezentaci nasazován jako útočník na levém křídle. Byl velmi rychlý a navíc dovedl tvrdě vystřelit i pravačkou po náběhu ze středu hřiště. Po přechodu na rozestavení 4–3–3 byl převeden na pozici středového hráče a na tomto místě slavil své největší úspěchy. Byl vůdčí osobností, tvůrcem hry, zakládal útoky ze středu hřiště, měl cit pro poziční hru a tvrdě a přesně střílel ze střední vzdálenosti. Dovedl přidržet míč, uvolnit se chytrou kličkou a přesně přihrát vysunutému útočníkovi. Největší úspěchy slavil v roce 1966, kdy mužstvo Anglie získalo titul mistrů světa a kapitán Bobby Moore převzal z rukou anglické královny vítěznou trofej – Zlatou Niké. Bobby Charlton byl vyhlášen nejlepším fotbalistou Anglie a na konci roku získal Zlatý míč, trofej pro nejlepšího fotbalistu Evropy.  Za národní tým Anglie hrál až do roku 1970. Nastoupil ve 106 mezistátních zápasech a nastřílel 49 branek.
V Manchesteru United hrál až do roku 1973, během své kariéry sehrál 606 ligových utkání a v nich vsítil 198 gólů. Poté, co v roce 1965 klubu pomohl vyhrát první ligu, získal další ligový titul v roce 1967. V roce 1968 byl kapitánem týmu Manchester United, který vyhrál jako první anglický klub Pohár mistrů evropských zemí. Ve finále vstřelil dva góly.

### Konec hráčské kariéry

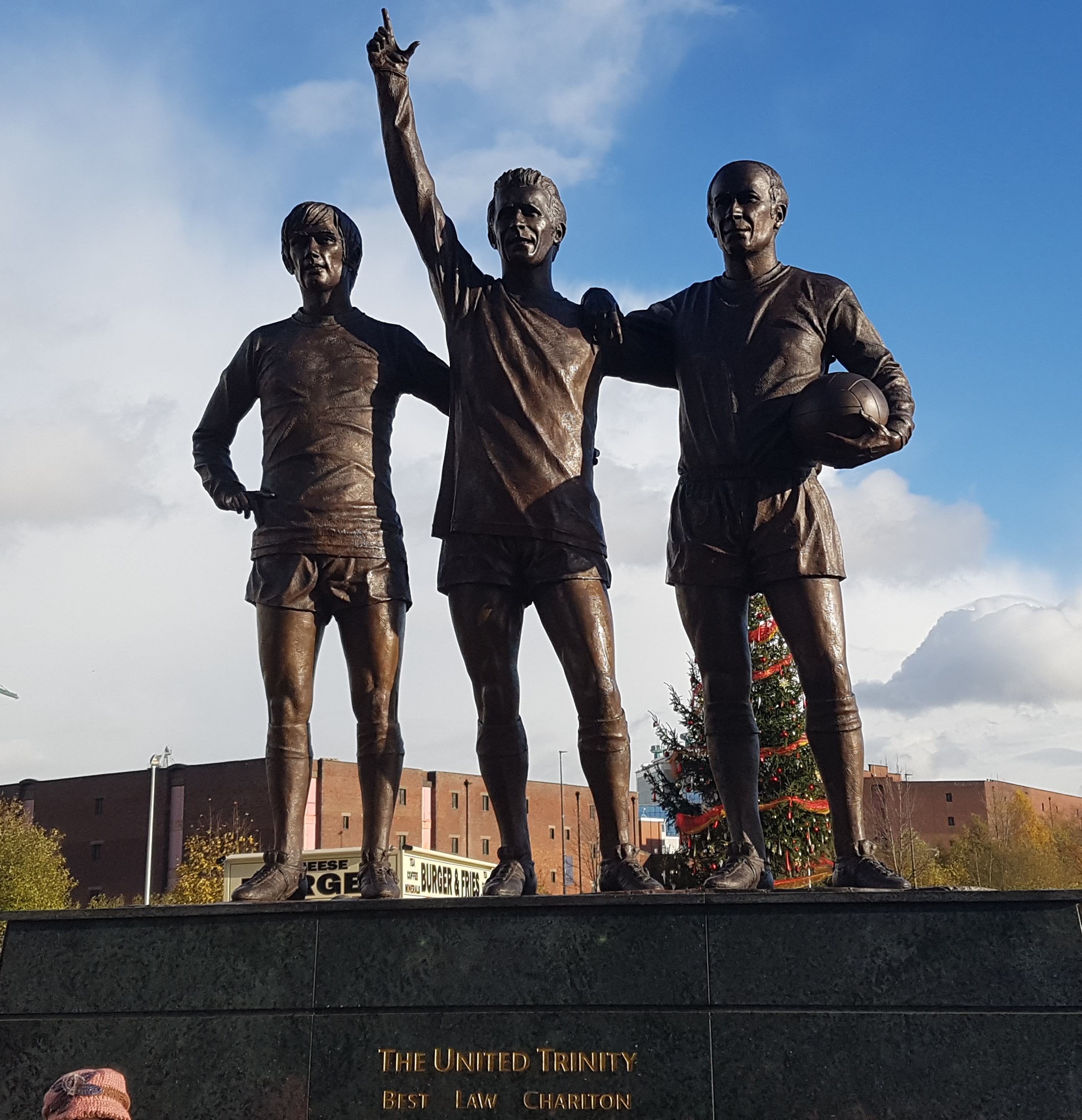
památník před stadionem Old Trafford v Manchesteru – zleva George Best, Denis Law a Bobby Charlton

Po odchodu z Manchesteru se Bobby Charlton stal fotbalovým funkcionářem, i když až do roku 1980 příležitostně nastupoval jako hráč v anglických či australských klubech. V sezoně 1973/74 se stal manažerem klubu Preston North Endu. Charlton mnoho let spolupracoval s BBC na pořadech věnovaných fotbalu. V roce 2018 získal cenu BBC za celoživotní přínos sportu, kterou mu na ceremoniálu překvapivě předal bratr Jack. Několik let spolu totiž nemluvili, protože Jack se hanlivě vyjádřil o jeho manželce Normě, která byla ve sporu s jejich matkou. 
S Normou Ballovou se oženil v roce 1961, mají dcery Suzanne a Andreu.
V roce 1983 přijal místo ředitele ve Wigan Athletic. Od roku 1984 byl členem představenstva Manchesteru United a roku 2018 byl jmenován do funkce ředitele. Založil také několik škol pro mladé fotbalové naděje ve Velké Británii, Kanadě či Austrálii.
V roce 1976 mu královna udělila Řád britského impéria a v roce 1994 získal rytířský titul. V roce 2002 byl uveden do Síně slávy anglického fotbalu. Od roku 2009 je čestným občanem města Manchester.
Napsal autobiografickou knihu Moje léta v United (My Manchester United Years), ve které mimo jiné popsal důvody sporu s bratrem Jackem.
V roce 2020 mu byla diagnostikována demence.